# Bogdan Baer

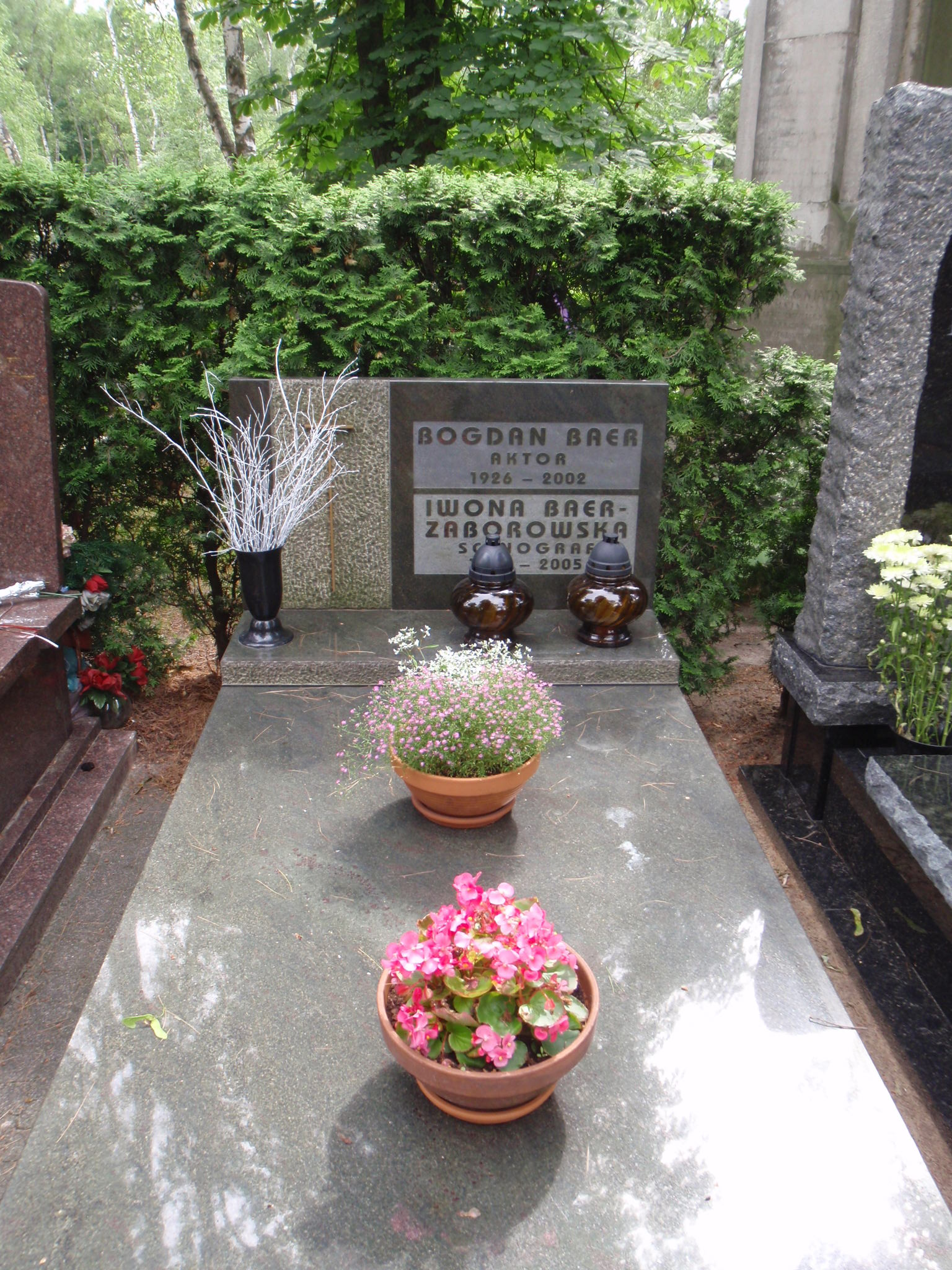
Grób Bogdana Baera i jego żony na Cmentarzu Wojskowym na Powązkach w Warszawie

Bogdan Baer (ur. 8 listopada 1926 w Warszawie, zm. 28 sierpnia 2002 tamże) – polski aktor teatralny, filmowy, radiowy i telewizyjny, reżyser teatralny. Znany m.in. z roli Tomasza Glinickiego w serialu W labiryncie.

## Życiorys
Absolwent XIII Liceum Ogólnokształcącego im. płk. Leopolda Lisa-Kuli w Warszawie. W 1949 r. ukończył studia na Wydziale Aktorskim warszawskiej PWST (ówcześnie z siedzibą w Łodzi). Mąż malarki i scenografa teatralnego – Iwony Zaborowskiej-Baer, z którą doczekali się dwóch córek i siedmiorga wnucząt.
Ten charakterystyczny aktor, jedna z największych osobowości polskiej sceny powojennej, debiutował u Leona Schillera w Teatrze Wojska Polskiego w Łodzi. Tu spotkał Kazimierza Dejmka, z którym w jego Teatrze Nowym pracował przez długie lata.
Niejednokrotnie tytułowano go „aktorem staropolskim”. Przyczyniły się do tego kreacje w dejmkowskich misteriach, takie jak Jezus w „Historyi o chwalebnym zmartwychwstaniu pańskim” Mikołaja z Wilkowiecka czy rola tytułowa w „Żywocie Józefa” Mikołaja Reja.
Przyjaźń i współpraca z Dejmkiem zawiodły go do Teatru Narodowego w Warszawie. W pamiętnych „Dziadach” z 1967 grał diabła. Po usunięciu Dejmka ze Sceny Narodowej znalazł się w Teatrze Ateneum oraz Dramatycznym.
W 1981 powrócił pod skrzydła Dejmka, tym razem w Teatrze Polskim. Zagrał m.in. Nosa w „Weselu” Wyspiańskiego, Przepiórkę w „Vatzlavie” Mrożka, Dyndalskiego w „Zemście” Fredry. Zajął się tu również reżyserią. Stworzył takie spektakle, jak „Lekarz mimo woli” Moliera, czy „Żabusia” Gabrieli Zapolskiej.
W 1998 po raz ostatni wziął udział w staropolskim przedsięwzięciu Dejmka grając Woźnego w „Dialogus de Passione” w Teatrze Narodowym.
Jednak do końca życia pozostał w Teatrze Polskim i stworzył także liczne role w spektaklach Jarosława Kiliana, m.in. Prologus w „Pastorałce” Leona Schillera, Piekielny Piotruś w „Zielonej Gęsi” Gałczyńskiego, czy – ostatnia rola teatralna – epizodzik Pana Niedzieli w „Don Juanie” Moliera. Pochowany na Powązkach Wojskowych (kwatera A 3 Tuje rz. 3 m. 10).

## Wybór ról teatralnych
- Sezon 1946/47–1948/49 – Teatr Wojska Polskiego w Łodzi, PWST, dyr. Leon Schiller:
  - 30.04.1949 – A. Fadiejew, Młoda Gwardia – Eugeniusz Stachowicz
  - 01.07.1949 – L. Schiller, Kram z piosenkami – Tyciuteńki, Mąż, Szewczyk, Andrus – Teatr WP, Łódź
- Sezon 1950/51–1962/63 – Teatr Nowy w Łodzi, dyr. Kazimierz Dejmek:
  - 17.02.1955 – Pierre Beaumarchais, Wesele Figara
  - 21.06.1957 – Leon Schiller, Kram z piosenkami, reż. Barbara Fijewska
  - 06.04.1958 – Mikołaj Rej, Kazimierz Dejmek, Żywot Józefa
  - 16.12.1961 – Mikołaj z Wilkowiecka, Historyja o chwalebnym Zmartwychwstaniu Pańskim – Jezus
  - 26.01.1961 – Opera za trzy grosze, reż. Jakub Rotbaum
- Sezon 1963/64–1967/68 – Teatr Narodowy, dyr. K. Dejmek:
  - 20.01.1967 – Molier, Mizantrop – Ergast
  - 25.11.1967 – A. Mickiewicz, Dziady – Diabeł
  - 20.07.1968 – W. Shakespeare, Sen nocy letniej – Groszek
  - 05.02.1975 – Iwona, księżniczka Burgunda, reż. Ludwik René (Teatr Dramatyczny w Warszawie)
- Sezon 1975/76–1980/81 – Teatr Nowy w Łodzi, dyr. K. Dejmek:
  - 28.09.1975 – Dialogus de Passione – Woźny
  - 14.02.1977 – Karol Kurpiński, Zamek w Czorsztynie, czyli Bojomir i Wanda – Teatr Wielki w Łodzi
  - 29.05.1977 – Wojciech Młynarski, Cień, Teatr Nowy w Łodzi
- Sezon 1981/82–2001/02 – Teatr Polski w Warszawie, dyr. K. Dejmek
  - 16.12.1982 – Kazimierz Dejmek, Gra o Narodzeniu i Męce
  - 27.01.1994 – L. Schiller, Kram z piosenkami – On (ballada staromiejska)
  - 26.10.1996 – A. Fredro, Dożywocie – Orgon
  - 21.12.1996 – L. Schiller, Pastorałka – Prologus
  - 28.11.1998 – Dialogus de Passione, Teatr Narodowy w Warszawie – Woźny (gośc.)
  - 21.05.1999 – Jan Drda, Igraszki z diabłem – Odźwierny piekielny
  - 27.05.2000 – K.I. Gałczyński, Teatrzyk Zielona Gęś – Piekielny Piotruś
  - 20.12.2000 – Jolanta Wodiczko, Christmas Show (rewia)[a][2]

## Filmografia
- 1954 – Trudna miłość – przechodzień
- 1959 – Krzyż Walecznych – Petrak
- 1960 – Krzyżacy – Ciaruszek
- 1964 – Rękopis znaleziony w Saragossie
- 1969 – Nowy – prelegent z Warszawy w Powiatowej Radzie Narodowej w Nowym Dworze Mazowieckim
- 1969 – Do przerwy 0:1 – pacjent Gienio (odc. 7)
- 1971 – Milion za Laurę – handlarz Bulak
- 1973 – Akcja V – Heinrich Schikora
- 1975 – Czterdziestolatek – dyrektor Pociecha (serial tv)
- 1975 – Opadły liście z drzew – Świadek Jehowy
- 1975 – Dyrektorzy – Robert Grabowski
- 1977 – Lalka – Szprot
- 1978 – Rodzina Leśniewskich – profesor Skubiszewski
- 1978 – Ślad na ziemi – Wolski, kierownik betoniarni
- 1981 – Najdłuższa wojna nowoczesnej Europy – radca Brettner (odc. 4)
- 1982 – Przygrywka – lekarz
- 1983 – Fucha – nauczyciel historii (początkowo podaje się za przewodniczącego rady narodowej)
- 1983 – Szaleństwa panny Ewy – Wacław Szymbart
- 1984 – Przeklęte oko proroka – wachmistrz
- 1985 – Urwisy z Doliny Młynów – fotograf
- 1985 – Oko proroka, czyli Hanusz Bystry i jego przygody – wachmistrz
- 1986 – Mgiełka –  jako ojciec dziecka (spektakl telewizyjny)
- 1987 – Misja specjalna – Gruppenfuhrer SS Muller
- 1988 – Czarodziej z Harlemu – Bączek, prezes Stali Tczew
- 1989 – Janka – Bukaro, dyrektor trupy teatralnej
- 1990 – W labiryncie – Tomasz Glinicki, ojciec Renaty (telenowela)
- 1991 – Ptak – ojciec Marka
- 1992 – Kawalerskie życie na obczyźnie – lekarz
- 1992 – Mała apokalipsa, reż. C. Gavras – portier (prod. franc.)
- 1993 – Dwa księżyce – burmistrz
- 1993 – Arsen Lupin (Cesarska tabakiera) – majordomus (prod. franc.)
- 1993 – Bliźniak – Wykołek (tv)
- 1993 – Siedem pięter – Lekarz V (tv)
- 1994 – Dwaj panicze z Werony – Antonio (tv)
- 1994 – Intruz – Koffer (tv)
- 1995 – Nic śmiesznego Marka Koterskiego – reżyser filmu Z dymem
- 1999 – Policjanci – fotograf (serial tv)
- 2000 – Na dobre i na złe (telenowela) – hrabia Edward Ryszkiewicz (ostatnia rola)
- 2003 – Tygrysy Europy 2 – Leon Zając-Zejdżek, wujek Elżbiety

## Reżyseria teatralna
- 27.10.1982 – Uciechy staropolskie, oprac. dram. i insc. Kazimierz Dejmek, Teatr im. Cypriana Kamila Norwida w Jeleniej Górze
- 06.10.1983 – Molier, Lekarz mimo woli, Teatr Polski w Warszawie – scena kameralna
- 11.05.1984 – Molier, jw., Teatr im. C.K. Norwida w Jeleniej Górze
- 28.10.1984 – Uciechy staropolskie, oprac. jw., Teatr Polski w Szczecinie
- 14.07.1985 – Molier, jw., Teatr Polski w Szczecinie
- 03.09.1988 – Pochwała wesołości – własny układ piosenek rokokowych z okresu stanisławowskiego, Warszawska Opera Kameralna (sala balowa Pałacu na wodzie w warszawskich Łazienkach)
- 16.02.1991 – W. Perzyński, Szczęście Frania, Teatr Polski w Warszawie – scena kameral.
- 01.12.1992 – Jacques Offenbach – Trzy operetki, Warszawska Opera Kameralna
- 18.11.1993 – G. Zapolska, Panna Maliczewska, Teatr Polski w Warszawie – scena kameral.
- 25.10.1997 – G. Zapolska, Żabusia, Teatr Polski w Warszawie

## Odznaczenia
- Krzyż Kawalerski Orderu Odrodzenia Polski (1984)
- Złoty Krzyż Zasługi (1974)
- Złoty Krzyż XXX-lecia Teatru Nowego w Łodzi (1979)